# Erigone fluctuans
Erigone fluctuans är en spindelart som beskrevs av O. Pickard-Cambridge 1875. Erigone fluctuans ingår i släktet Erigone och familjen täckvävarspindlar.
Artens utbredningsområde är Frankrike. Inga underarter finns listade i Catalogue of Life.